# Clarendon (Nueva York)
Clarendon es un pueblo ubicado en el condado de Orleans en el estado estadounidense de Nueva York. En el año 2000 tenía una población de 3,392 habitantes y una densidad poblacional de 37 personas por km².

## Geografía
Clarendon se encuentra ubicado en las coordenadas 43°10′28″N 78°3′15″O / 43.17444, -78.05417.

## Demografía
Según la Oficina del Censo en 2000 los ingresos medios por hogar en la localidad eran de $46,667 y los ingresos medios por familia eran $52,064. Los hombres tenían unos ingresos medios de $34,432 frente a los $22,545 para las mujeres. La renta per cápita para la localidad era de $18,553. Alrededor del 8.1% de la población estaban por debajo del umbral de pobreza.